# Dlisted
Dlisted.com é um blog americano sobre fofocas e celebridades, escrito por Michael K.
O site começou em 23 de Janeiro de 2005 com o nome The D-List, porém teve que ser renomeado após ter problemas de copyright com o reality show da comediante Kathy Griffin, "My Life on the D-List".
O sucesso do blog foi tamanho, que Michael K abandonou seu emprego e passou a se dedicar exclusivamente a seu site, abrindo espaço para anúncios publicitários.
Além de celebridades famosas como Lindsay Lohan e Britney Spears, Dlisted é conhecido por acompanhar a vida de "sub-celebridades" americanas, como a ex-coelhinha da Playboy Shauna Sand, a namorada da atriz Cynthia Nixon Christine Marinoni (a quem Michael K se refere como "Rojo Caliente"), e a socialite Phoebe Price.
Michael K já recebeu comunicados dos advogados de celebridades como Paris Hilton, Tori Spelling e Nick Lachey, acusando-o de defamação, devido a seus comentários sobre eles.
O Dlisted ainda inclui concursos como o "Hot Slut of the Day" (A Biscate do Dia) onde uma personagem da televisão, tablóides, internet ou cultura pop em geral é escolhida por dia, e também o concurso "Caption This" onde uma frase é escrita pelos leitores para uma foto escolhida diariamente pelo site.
Michael K é conhecido por seu humor ácido e imperdoável, e por falar abertamente sobre sua homossexualidade.

## Curiosidades
Algumas personalidades brasileiras já foram destaque no site na sessão "Hot Slut of The Day". Dentre elas destacam-se Xuxa, a modelo Ângela Bismarchi, Elza Soares, a drag queen Dicésar do Big Brother Brasil, o palhaço Tiririca e Inri Cristo.